# Doetinchem
Doetinchem è una municipalità dei Paesi Bassi di 56 436 abitanti situata nella provincia di Gheldria. È situato lungo il fiume denominato Il vecchio IJssel ed ha un'area di 79,67 km²; è il comune con più popolazione nell'Achterhoek.

## Località
Il comune è formato dall'insieme delle seguenti località:

### Città
- Doetinchem

### Villaggi (Wijken)
- Centrum
- de Vijverberg
- Gaanderen
- Dichteren
- Overstegen
- De Huet
- De Hoop
- Oosseld
- Schöneveld

### Quartieri (buurtschappen)
- IJzevoorde
- Langerak
- Wijnbergen
- Nieuw-Wehl

Fino al 2004 Nieuw-Wehl era incluso nel comune di Wehl, località che il 1º gennaio 2005 confluì nel comune di Doetinchem.